# Gare de Hida-Furukawa
La gare de Hida-Furukawa (飛騨古川駅, Hida-Furukawa-eki) est une gare ferroviaire de la ville de Hida, dans la préfecture de Gifu au Japon. Elle est exploitée par la compagnie JR Central.

## Situation ferroviaire
La gare de Hida-Furukawa est située au point kilométrique (PK) 151,3 de la ligne principale Takayama.

## Historique
La gare de Hida-Furukawa a été inaugurée le 25 octobre 1934.

## Service des voyageurs

### Accueil
La gare dispose d'un bâtiment voyageurs, avec guichets, ouvert tous les jours.

### Desserte
- Ligne principale Takayama :
  - voie 1 : direction Toyama
  - voies 1 à 3 : direction Takayama, Gero et Nagoya

## Dans la culture populaire
La gare apparaît dans le film d'animation Your Name. de Makoto Shinkai.